# Sommet inter-coréen de septembre 2018
Le sommet inter-coréen de septembre 2018 est une rencontre entre les dirigeants des deux Corées, Moon Jae-in, président de la Corée du Sud, et Kim Jong-un, dirigeant suprême de la Corée du Nord. Ce troisième sommet de l'année 2018 a eu lieu du 18 au 20 septembre 2018 et à Pyongyang en Corée du Nord,. Ce sommet est le cinquième de ce type entre la Corée du Nord et la Corée du Sud et le troisième depuis 2007.
Ce sommet a été centré sur trois sujets : la mise en œuvre de la Déclaration de Panmunjom, la coopération économique articulée avec l’instauration d’un régime de paix et l’établissement d’une méthode pratique pour réaliser la dénucléarisation de la péninsule.

## Choix de la date
La rencontre a lieu du 18 au 20 septembre, la date du 9 septembre n'a pas été retenue du fait des réticences de conservateurs en Corée du Sud pour une date marquée politiquement (le 9 septembre représentant en Corée du Nord le Jour de la fondation de la République).

## Contexte

### Avant sommet
Ce sommet s'intègre dans la continuité de la politique du rayon de soleil initié par Kim Dae-jung, il continue cette politique étrangère vis-à-vis de la Corée du Nord.

### Après sommet
Après le sommet, la Corée du Nord et la Corée du Sud sont convenues du principe d'une visite de Kim Jong-un à Séoul « dans un avenir proche ».

## Déroulé du sommet
Près d'une dizaine de chefs d'entreprises ont accompagné le président sud-coréen Moon Jae-In ,.

## Suites au sommet et résultats
Kim Jong-un a accepté la fermeture d'un complexe de test de moteurs et de tir de Tongchang-ri. Les deux dirigeants sont tombés d'accord sur l'ouverture d'un bureau aux monts Kumgang pour permettre les retrouvailles des familles ayant été séparées du fait de la guerre de Corée.